# Filmåret 2022
Filmåret 2022 är en översikt över händelser, inklusive prisutdelningar, festivaler, en lista över släppta filmer och anmärkningsvärda dödsfall.

## Mest inkomstbringande filmer
| Rank | Titel                                       | Distribution          | Intäkter       |
| ---- | ------------------------------------------- | --------------------- | -------------- |
| 1    | Avatar: The Way of Water                    | Disney / 20th Century | $2 320 250 281 |
| 2    | Top Gun: Maverick                           | Paramount             | $1 495 696 292 |
| 3    | Jurassic World: Dominion                    | Universal             | $1 001 978 080 |
| 4    | Doctor Strange in the Multiverse of Madness | Disney                | $995 775 804   |
| 5    | Minioner: Berättelsen om Gru                | Universal             | $939 628 210   |
| 6    | Black Panther: Wakanda Forever              | Disney                | $859 208 836   |
| 7    | The Batman                                  | Warner Bros.          | $770 962 583   |
| 8    | Thor: Love and Thunder                      | Disney                | $760 928 081   |
| 9    | The Battle at Lake Changjin II              | Huaxia                | $626 571 697   |
| 10   | Mästerkatten 2                              | Universal             | $481 080 099   |

## Händelser
- 9 januari – Golden Globe-galan
- 24 januari – Guldbaggegalan
- 27 februari – Screen Actors Guild Awards
- 13 mars – Critics' Choice Movie Awards
- 13 mars – BAFTA-galan
- 27 mars – Oscarsgalan
- 17–28 maj – Filmfestivalen i Cannes

## Årets filmer
A
- The Adam Project
- After Ever Happy
- Alice, Darling
- Ambulance
- Avatar: The Way of Water

B
- Babylon
- The Banshees of Inisherin
- Barbarian
- The Batman
- Beck – 58 minuter
- Beck – Dödsfällan
- Beck – Rage Room
- Black Adam
- Black Panther: Wakanda Forever
- Blonde
- Boy from Heaven
- Bros
- Bränn alla mina brev
- Bullet Train

C
- Carnifex

D
- Dag för dag
- DC League of Super-Pets
- Det ska va gôtt å leva – en film om Galenskaparna After Shave
- Desertören
- Diorama
- Doctor Strange in the Multiverse of Madness
- Dogborn
- Don't Worry Darling
- Do Revenge
- Downton Abbey: En ny era
- Döden på Nilen

E
- Elvis
- En annorlunda värld
- En dag kommer allt det här bli ditt
- Everything Everywhere All at Once

F
- Fantastiska vidunder: Dumbledores hemligheter
- Feed

G
- Glass Onion: A Knives Out Mystery
- Göta kanal 4 – Vinna eller försvinna

H
- Halloween Ends
- Havsmonstret
- Hello, Goodbye, and Everything in Between
- Hellraiser
- Historjá – Stygn för Sápmi
- Hocus Pocus 2
- Holy Spider
- Hotell Transylvanien: Ombytta roller
- Hustle
- Håkan Bråkan

I
- Ice Age: Buck Wilds äventyr

J
- Joyce Carol Oates: A Body in the Service of Mind
- Juniors
- Jurassic World Dominion

K
- Kyssen
- Kärleksbevis

L
- Lasse-Majas detektivbyrå – Skorpionens gåta
- Leva tills jag dör
- Lightyear
- Lille Allan – den mänsklige antennen
- Lill-Zlatan och morbror raring
- The Lost City
- Lumlarnas förtrollade skog
- Länge leve bonusfamiljen

M
- Mamma Mu hittar hem
- The Man from Toronto
- Maya Nilo (Laura)
- Min enastående mamma
- Minioner: Berättelsen om Gru
- Monster High: Filmen
- Moonfall
- Moonshot
- Morbius
- Mrs. Harris Goes to Paris
- My Best Friend's Exorcism
- Mästerkatten 2

N
- Natt på museet: Kahmunrahs återkomst
- Nelly & Nadine
- No Exit
- Nope
- The Northman

P
- Piff och Puff: Räddningspatrullen
- Pinocchio
- Guillermo del Toros Pinocchio

R
- Röd

S
- Scream
- Skådespelarna
- Smile
- Sommarljus... och sen kommer natten
- Sonic the Hedgehog 2
- Stammisar
- Studio 666
- Svart krabba
- Så jävla easy going

T
- Tall Girl 2
- Tár
- Tassar av stål
- Thor: Love and Thunder
- Tisdagsklubben
- Top Gun: Maverick
- Touching Freedom
- Triangle of Sadness

U
- UFO Sweden
- Uncharted
- Ur spår

V
- Victor och Josefine: Resan till Snackistan
- Violent Night

W
- The Woman King

Å
- Året jag slutade prestera och började onanera

## Svenska biopremiärer
Filmer som kommer att ha eller hade premiär i Sverige under 2022.
| Sverigepremiärer 2022 | Sverigepremiärer 2022 | Sverigepremiärer 2022                                         | Sverigepremiärer 2022             | Sverigepremiärer 2022 | Sverigepremiärer 2022       | Sverigepremiärer 2022 |
| Datum                 | Datum                 | Titel                                                         | Land                              | Regi och medverkande | Genre                       | Ref                   |
| --------------------- | --------------------- | ------------------------------------------------------------- | --------------------------------- | --- | --------------------------- | --------------------- |
| J A N U A R I         | 5                     | The King's Man                                                | USA · Storbritannien              | Regi: Matthew Vaughn; Med: Matthew Goode, Charles Dance, Gemma Arterton, Aaron Taylor-Johnson, Ralph Fiennes                       | Action, Äventyr, Komedi     | [ 2 ] [ 3 ]           |
| J A N U A R I         | 14                    | Pelle Kanin 2 – På rymmen                                     | USA · Storbritannien · Australien | Regi: Will Gluck; Med: James Corden, Domhnall Gleeson, Rose Byrne, David Oyelowo                                                   | Animerad, Äventyr, Komedi   | [ 4 ] [ 5 ]           |
| J A N U A R I         | 14                    | Scream                                                        | USA                               | Regi: Matt Bettinelli-Olpin & Tyler Gillett; Med: Melissa Barrera, Mason Gooding, Jenna Ortega, Jack Quaid, Marley Shelton         | Skräck, Mysterisk, Thriller | [ 6 ] [ 7 ]           |
| J A N U A R I         | 28                    | Ur spår                                                       | Sverige                           | Regi: Mårten Klingberg; Med: Fredrik Hallgren, Katia Winter, Rakel Wärmländer, Torkel Petersson, Kalle Moraeus                     | Drama, Komedi               | [ 8 ] [ 9 ]           |
| F E B R U A R I       | 4                     | Moonfall                                                      | USA · Storbritannien · Kina       | Regi: Roland Emmerich; Med: Halle Berry, Patrick Wilson, John Bradley, Michael Peña, Charlie Plummer                               | Action, Äventyr, Thriller   | [ 10 ] [ 11 ]         |
| F E B R U A R I       | 11                    | Döden på Nilen                                                | USA · Storbritannien              | Regi: Kenneth Branagh; Med: Kenneth Branagh, Tom Bateman, Annette Bening, Russell Brand                                            | Kriminal, Drama, Mysterisk  | [ 12 ] [ 13 ]         |
| F E B R U A R I       | 16                    | Uncharted                                                     | USA                               | Regi: Ruben Fleischer; Med: Tati Gabrielle, Tom Holland, Mark Wahlberg, Sophia Ali                                                 | Action, Äventyr             | [ 14 ] [ 15 ]         |
| F E B R U A R I       | 25                    | Studio 666                                                    | USA                               | Regi: B. J. McDonnell; Med: Dave Grohl, Taylor Hawkins, Nate Mendel, Pat Smear, Chris Shiflett, Rami Jaffee                        | Drama, Komedi               | [ 16 ] [ 17 ]         |
| F E B R U A R I       | 25                    | Så jävla easy going                                           | Sverige                           | Regi: Christoffer Sandler; Med: Nikki Hanseblad, Melina Benett Paukkonen, Shanti Roney, Emil Algpeus, Mats Blomgren                | Drama, Komedi               | [ 18 ] [ 19 ]         |
| M A R S               | 2                     | The Batman                                                    | USA                               | Regi: Matt Reeves; Med: Robert Pattinson, Zoë Kravitz, Paul Dano, Jeffrey Wright, John Turturro                                    | Action, Kriminal, Drama     | [ 20 ] [ 21 ]         |
| M A R S               | 4                     | Tisdagsklubben                                                | Sverige                           | Regi: Annika Appelin; Med: Marie Richardson, Peter Stormare, Björn Kjellman, Ida Engvoll                                           | Drama, Romantik, Komedi     | [ 22 ] [ 23 ]         |
| M A R S               | 11                    | Nelly & Nadine                                                | Sverige                           | Regi: Magnus Gertten | Dokumentär                  | [ 24 ] [ 25 ]         |
| M A R S               | 18                    | Jag är Zlatan                                                 | Sverige                           | Regi: Jens Sjögren; Med: Granit Rushiti, Dominic Andersson Bajraktati, Cedomir Glisovic, David S. Lindgren                         | Drama, Biografi, Sport      | [ 26 ] [ 27 ]         |
| M A R S               | 18                    | Licorice Pizza                                                | USA · Kanada                      | Regi: Paul Thomas Anderson; Med: Alana Haim, Cooper Hoffman, Sean Penn, Tom Waits, Bradley Cooper                                  | Komedi, Drama, Romantik     | [ 28 ] [ 29 ]         |
| M A R S               | 25                    | Ambulance                                                     | USA                               | Regi: Michael Bay; Med: Jake Gyllenhaal, Yahya Abdul-Mateen II, Eiza González                                                      | Action, Thriller            | [ 30 ] [ 31 ]         |
| M A R S               | 25                    | Historjá – Stygn för Sápmi                                    | Sverige                           | Regi: Thomas Jackson; Med: | Dokumentär                  | [ 32 ] [ 33 ]         |
| M A R S               | 25                    | Lill-Zlatan och morbror raring                                | Sverige                           | Regi: Christian Lo; Med: Simon J. Berger, William Spetz                                                                            | Familj, Komedi              | [ 34 ] [ 35 ]         |
| M A R S               | 30                    | Morbius                                                       | USA                               | Regi: Daniel Espinosa; Med: Jared Leto, Matt Smith, Adria Arjona, Jared Harris, Al Madrigal, Tyrese Gibson                         | Action, Äventyr, Drama      | [ 36 ] [ 37 ]         |
| A P R I L             | 1                     | Sonic the Hedgehog 2                                          | USA · Japan                       | Regi: Jeff Fowler; Med: James Marsden, Jim Carrey, Ben Schwartz, Tika Sumpter, Natasha Rothwell                                    | Action, Äventyr, Komedi     | [ 38 ] [ 39 ]         |
| A P R I L             | 8                     | Fantastiska vidunder: Dumbledores hemligheter                 | USA · Storbritannien              | Regi: David Yates; Med: Eddie Redmayne, Katherine Waterston, Dan Fogler, Alison Sudol, Ezra Miller                                 | Äventyr, Familj, Fantasy    | [ 40 ] [ 41 ]         |
| A P R I L             | 13                    | The Northman                                                  | USA                               | Regi: Robert Eggers; Med: Alexander Skarsgård, Nicole Kidman, Anya Taylor-Joy, Willem Dafoe, Claes Bang                            | Drama, Äventyr, Action      | [ 42 ] [ 43 ]         |
| A P R I L             | 20                    | The Lost City                                                 | USA                               | Regi: Adam Nee & Aaron Nee; Med: Sandra Bullock, Channing Tatum, Daniel Radcliffe, Da'Vine Joy Randolph, Brad Pitt                 | Action, Äventyr, Komedi     | [ 44 ] [ 45 ]         |
| M A J                 | 4                     | Doctor Strange in the Multiverse of Madness                   | USA                               | Regi: Sam Raimi; Med: Benedict Cumberbatch, Elizabeth Olsen, Benedict Wong, Rachel McAdams, Chiwetel Ejiofor                       | Action, Äventyr, Fantasy    | [ 46 ] [ 47 ]         |
| M A J                 | 6                     | Diorama                                                       | Sverige                           | Regi: Tuva Novotny; Med: Pia Tjelta, David Dencik, Sverrir Gudnason, Claes Bang, Gustav Lindh                                      | Action, Äventyr, Fantasy    | [ 48 ] [ 49 ]         |
| M A J                 | 20                    | Everything Everywhere All at Once                             | USA                               | Regi: Daniel Kwan & Daniel Scheinert; Med: Michelle Yeoh, Ke Huy Quan, Stephanie Hsu, James Hong, Jamie Lee Curtis                 | Action, Äventyr, Komedi     | [ 50 ] [ 51 ]         |
| M A J                 | 27                    | Top Gun: Maverick                                             | USA                               | Regi: Joseph Kosinski; Med: Tom Cruise, Jennifer Connelly, Miles Teller, Val Kilmer, Jon Hamm                                      | Action, Drama               | [ 52 ] [ 53 ]         |
| J U N I               | 9                     | Jurassic World Dominion                                       | USA                               | Regi: Colin Trevorrow; Med: Chris Pratt, Bryce Dallas Howard, Laura Dern, Sam Neill, Jeff Goldblum                                 | Action, Äventyr, Sci-Fi     | [ 54 ] [ 55 ]         |
| J U N I               | 15                    | Lightyear                                                     | USA                               | Regi: Angus MacLane; Med: Chris Evans                                                                                              | Animerad, Action, Äventyr   | [ 56 ] [ 57 ]         |
| J U N I               | 29                    | Elvis                                                         | USA · Australien                  | Regi: Baz Luhrmann; Med: Tom Hanks, Austin Butler, Olivia DeJonge, Yola Quartey, Luke Bracey                                       | Biografi, Drama, Musik      | [ 58 ] [ 59 ]         |
| J U L I               | 1                     | Minioner: Berättelsen om Gru                                  | USA                               | Regi: Kyle Balda; Med: Lucy Lawless, Julie Andrews, Steve Carell, Jean-Claude Van Damme                                            | Animerad, Äventyr, Komedi   | [ 60 ] [ 61 ]         |
| J U L I               | 6                     | Thor: Love and Thunder                                        | USA                               | Regi: Taika Waititi; Med: Chris Hemsworth, Tessa Thompson, Natalie Portman, Christian Bale, Chris Pratt                            | Action, Äventyr, Fantasy    | [ 62 ] [ 61 ]         |
| J U L I               | 13                    | Downton Abbey: En ny era                                      | Storbritannien · USA              | Regi: Simon Curtis; Med: Hugh Bonneville, Elizabeth McGovern, Maggie Smith, Michelle Dockery, Laura Carmichael                     | Drama, Romantik             | [ 63 ] [ 64 ]         |
| J U L I               | 27                    | Göta kanal 4 – Vinna eller försvinna                          | Sverige                           | Regi: Emma Molin; Med: Eva Röse, Per Andersson, Tomas von Brömssen, Björn Kjellman, Dilan Gwyn, Lottie Ejebrant, Sten Ljunggren    | Komedi                      | [ 65 ] [ 66 ]         |
| J U L I               | 29                    | Belle                                                         | Japan                             | Regi: Mamoru Hosoda; Med: Kaho Nakamura, Ryō Narita, Shōta Sometani                                                                | Animerad, Äventyr, Drama    | [ 67 ] [ 68 ]         |
| J U L I               | 29                    | DC League of Super-Pets                                       | USA                               | Regi: Jared Stern; Med: Dwayne Johnson, Kevin Hart, Marc Maron                                                                     | Animerad, Action, Äventyr   | [ 69 ] [ 70 ]         |
| A U G U S T I         | 5                     | Bullet Train                                                  | USA                               | Regi: David Leitch; Med: Brad Pitt, Joey King, Aaron Taylor-Johnson, Brian Tyree Henry                                             | Action, Mysterie, Thriller  | [ 71 ] [ 72 ]         |
| A U G U S T I         | 5                     | Lille Allan – den mänsklige antennen                          | Danmark                           | Regi: Amalie Næsby Fick; Med: Louis Næss-Schmidt, Anders W. Berthelsen, Nicolaj Kopernikus, Bodil Jørgensen, Jesper Christensen    | Animerad, Familj            | [ 73 ] [ 74 ]         |
| A U G U S T I         | 17                    | Nope                                                          | USA                               | Regi: Jordan Peele; Med: Daniel Kaluuya, Keke Palmer, Steven Yeun                                                                  | Fantasy, Skräck, Thriller   | [ 75 ] [ 76 ]         |
| A U G U S T I         | 24                    | After Ever Happy                                              | USA                               | Regi: Castille Landon; Med: Josephine Langford, Hero Fiennes Tiffin, Chance Perdomo, Louise Lombard, Carter Jenkins                | Drama, Romantik             | [ 77 ] [ 78 ]         |
| A U G U S T I         | 30                    | Smile                                                         | USA                               | Regi: Parker Finn; Med: Sosie Bacon, Kyle Gallner, Caitlin Stasey                                                                  | Skräck                      | [ 79 ] [ 80 ]         |
| S E P T E M B E R     | 2                     | Stammisar                                                     | Sverige                           | Regi: Måns Nyman; Med: Sofia Kappel, Alexander Salzberger, Joel Spira                                                              | Drama, Romantik             | [ 81 ] [ 82 ]         |
| S E P T E M B E R     | 9                     | Det ska va gôtt å leva – en film om Galenskaparna After Shave | Sverige                           | Regi: Anna Hammarén, Rasmus Ohlander & Håkan Hammarén; Med: Jan Rippe, Kerstin Granlund, Anders Eriksson, Claes Eriksson           | Dokumentär                  | [ 83 ] [ 84 ]         |
| S E P T E M B E R     | 9                     | Mamma Mu hittar hem                                           | Sverige                           | Regi: Christian Ryltenius & Tomas Tivemark; Med: Rachel Mohlin, Johan Ulveson, Tiffany Kronlöf                                     | Animerad, Familj            | [ 85 ] [ 86 ]         |
| S E P T E M B E R     | 16                    | Joyce Carol Oates: A Body in the Service of Mind              | Sverige                           | Regi: Stig Björkman; Med: Joyce Carol Oates Laura Dern                                                                             | Dokumentär                  | [ 87 ] [ 88 ]         |
| S E P T E M B E R     | 23                    | Bränn alla mina brev                                          | Sverige                           | Regi: Björn Runge; Med: Bill Skarsgård, Gustav Lindh, Asta Kamma August                                                            | Drama, Romantik             | [ 89 ] [ 90 ]         |
| S E P T E M B E R     | 23                    | Don't Worry Darling                                           | USA                               | Regi: Olivia Wilde; Med: Florence Pugh, Harry Styles, Olivia Wilde, Chris Pine                                                     | Drama, Skräck, Thriller     | [ 91 ] [ 92 ]         |
| S E P T E M B E R     | 30                    | Leva tills jag dör                                            | Sverige                           | Regi: Oscar Hedin & Åsa Ekman; Med:                                                                                                | Dokumentär                  | [ 93 ] [ 94 ]         |
| O K T O B E R         | 7                     | Triangle of Sadness                                           | Sverige                           | Regi: Ruben Östlund; Med: Charlbi Dean, Harris Dickinson, Woody Harrelson                                                          | Drama, Komedi               | [ 95 ] [ 96 ]         |
| O K T O B E R         | 14                    | Halloween Ends                                                | USA                               | Regi: David Gordon Green; Med: Jamie Lee Curtis, Andi Matichak, James Jude Courtney, Nick Castle                                   | Skräck, Thriller            | [ 97 ] [ 98 ]         |
| O K T O B E R         | 14                    | Kärleksbevis                                                  | Sverige                           | Regi: Richard Hobert; Med: Rolf Lassgård, Livia Millhagen, Hedda Rehnberg                                                          | Drama, Thriller             | [ 99 ] [ 100 ]        |
| O K T O B E R         | 21                    | Black Adam                                                    | USA                               | Regi: Jaume Collet-Serra; Med: Dwayne Johnson, Noah Centineo, Aldis Hodge, Sarah Shahi, Quintessa Swindell, Pierce Brosnan         | Action, Fantasy, Sci-Fi     | [ 101 ] [ 98 ]        |
| O K T O B E R         | 21                    | Tassar av stål                                                | USA                               | Regi: Rob Minkoff & Mark Koetsier; Med: Michael Cera, Samuel L. Jackson, Ricky Gervais, Mel Brooks, George Takei, Gabriel Iglesias | Animerad, Action, Komedi    | [ 102 ] [ 103 ]       |
| O K T O B E R         | 21                    | Året jag slutade prestera och började onanera                 | Sverige                           | Regi: Erika Wasserman; Med: Jesper Zuschlag, Katia Winter, Henrik Dorsin, Nour El Refai, Hannes Fohlin, Siw Erixon                 | Drama, Komedi               | [ 104 ] [ 105 ]       |
| O K T O B E R         | 28                    | Bros                                                          | USA                               | Regi: Nicholas Stoller; Med: Billy Eichner, Luke MacFarlane                                                                        | Romantik, Komedi            | [ 106 ] [ 107 ]       |
| O K T O B E R         | 28                    | Feed                                                          | Sverige                           | Regi: Johannes Persson; Med: Sofia Kappel, Molly Nutley, Vincent Grahl, Annica Liljeblad, Amanda Lindh, Joel Lützow                | Skräck                      | [ 108 ] [ 109 ]       |
| O K T O B E R         | 28                    | Lasse-Majas detektivbyrå – Skorpionens gåta                   | Sverige                           | Regi: Tina Mackic; Med: Polly Stjärne, Nils Kendle, Henrik Hjelt, Suzanne Reuter                                                   | Äventyr, Kriminal, Familj   | [ 110 ] [ 111 ]       |
| N O V E M B E R       | 4                     | Maya Nilo (Laura)                                             | Sverige                           | Regi: Lovisa Sirén; Med: Bahar Pars, Susan Taslimi                                                                                 | Drama                       | [ 112 ] [ 113 ]       |
| N O V E M B E R       | 9                     | Black Panther: Wakanda Forever                                | USA                               | Regi: Ryan Coogler; Med: Lupita Nyong'o, Danai Gurira, Martin Freeman, Letitia Wright, Winston Duke, Angela Bassett                | Action, Äventyr, Drama      | [ 114 ] [ 115 ]       |
| N O V E M B E R       | 18                    | Boy from Heaven                                               | Sverige · Frankrike · Finland     | Regi: Tarik Saleh; Med: Fares Fares, Tawfeek Barhom                                                                                | Drama, Thriller             | [ 116 ] [ 117 ]       |
| N O V E M B E R       | 25                    | En annorlunda värld                                           | USA                               | Regi: Don Hall; Med: Jake Gyllenhaal, Dennis Quaid, Alan Tudyk, Lucy Liu, Gabrielle Union                                          | Animerad, Äventyr, Fantasy  | [ 118 ] [ 119 ]       |
| N O V E M B E R       | 25                    | The Woman King                                                | USA                               | Regi: Gina Prince-Bythewood; Med: Lashana Lynch, Viola Davis, John Boyega, Hero Fiennes Tiffin                                     | Action, Drama, Historisk    | [ 120 ] [ 121 ]       |
| D E C E M B E R       | 2                     | Länge leve bonusfamiljen                                      | Sverige                           | Regi: Felix Herngren; Med: Vera Vitali, Erik Johansson, Fredrik Hallgren, Marianne Mörck, Johan Ulveson                            | Drama, Komedi               | [ 122 ] [ 123 ]       |
| D E C E M B E R       | 2                     | Violent Night                                                 | USA                               | Regi: Tommy Wirkola; Med: David Harbour, John Leguizamo, Cam Gigandet, Beverly D'Angelo                                            | Action, Komedi, Skräck      | [ 124 ] [ 125 ]       |
| D E C E M B E R       | 14                    | Avatar: The Way of Water                                      | USA                               | Regi: James Cameron; Med: Sam Worthington, Zoë Saldaña, Stephen Lang, Giovanni Ribisi                                              | Action, Äventyr, Sci-Fi     | [ 126 ] [ 127 ]       |
| D E C E M B E R       | 21                    | Mästerkatten 2                                                | USA                               | Regi: Joel Crawford; Med: Antonio Banderas, Salma Hayek, Olivia Colman, John Mulaney, Florence Pugh                                | Animerad, Äventyr, Komedi   | [ 128 ] [ 129 ]       |
| D E C E M B E R       | 25                    | UFO Sweden                                                    | Sverige                           | Regi: Crazy Pictures; Med: Inez Dahl Torhaug, Oscar Töringe, Jesper Barkselius, Eva Melander                                       | Äventyr, Sci-Fi             | [ 130 ] [ 131 ]       |
| D E C E M B E R       | 25                    | Håkan Bråkan                                                  | Sverige                           | Regi: Ted Kjellsson; Med: Silas Strand, Yussra El Abdouni, Sissela Benn, Eva Rydberg, Fredrik Hallgren                             | Action, Äventyr, Familj     | [ 132 ] [ 133 ]       |

### Fotnoter
1. ↑  ”2022 Worldwide Box Office”. Box Office Mojo. https://www.boxofficemojo.com/year/world/2022/. Läst 3 juni 2023.
2. ↑  ”The King's Man (2021)”. Internet Movie Database. http://www.imdb.com/title/tt6856242/.
3. ↑  ”The King's Man (2021)”. Svensk Filmdatabas. http://www.svenskfilmdatabas.se/sv/item/?type=film&itemid=653388.
4. ↑  ”Pelle Kanin 2 – På rymmen (2021)”. Internet Movie Database. http://www.imdb.com/title/tt8376234/.
5. ↑  ”Pelle Kanin 2 – På rymmen (2021)”. Svensk Filmdatabas. http://www.svenskfilmdatabas.se/sv/item/?type=film&itemid=653980.
6. ↑  ”Scream (2022)”. Internet Movie Database. http://www.imdb.com/title/tt11245972/.
7. ↑  ”Scream (2022)”. Svensk Filmdatabas. http://www.svenskfilmdatabas.se/sv/item/?type=film&itemid=654003.
8. ↑  ”Ur spår (2022)”. Internet Movie Database. http://www.imdb.com/title/tt13316790/.
9. ↑  ”Ur spår (2022)”. Svensk Filmdatabas. http://www.svenskfilmdatabas.se/sv/item/?type=film&itemid=629364.
10. ↑  ”Moonfall (2022)”. Internet Movie Database. http://www.imdb.com/title/tt5834426/.
11. ↑  ”Moonfall (2022)”. Svensk Filmdatabas. http://www.svenskfilmdatabas.se/sv/item/?type=film&itemid=654898.
12. ↑  ”Döden på Nilen (2022)”. Internet Movie Database. http://www.imdb.com/title/tt7657566/.
13. ↑  ”Döden på Nilen (2022)”. Svensk Filmdatabas. http://www.svenskfilmdatabas.se/sv/item/?type=film&itemid=654555.
14. ↑  ”Uncharted (2022)”. Internet Movie Database. http://www.imdb.com/title/tt1464335/.
15. ↑  ”Uncharted (2022)”. Svensk Filmdatabas. http://www.svenskfilmdatabas.se/sv/item/?type=film&itemid=656236.
16. ↑  ”Studio 666 (2022)”. Internet Movie Database. http://www.imdb.com/title/tt15374070/.
17. ↑  ”Studio 666 (2022)”. Svensk Filmdatabas. http://www.svenskfilmdatabas.se/sv/item/?type=film&itemid=656768.
18. ↑  ”Så jävla easy going (2022)”. Internet Movie Database. http://www.imdb.com/title/tt13817770/.
19. ↑  ”Så jävla easy going (2022)”. Svensk Filmdatabas. http://www.svenskfilmdatabas.se/sv/item/?type=film&itemid=625129.
20. ↑  ”The Batman (2022)”. Internet Movie Database. http://www.imdb.com/title/tt1877830/.
21. ↑  ”The Batman (2022)”. Svensk Filmdatabas. http://www.svenskfilmdatabas.se/sv/item/?type=film&itemid=656780.
22. ↑  ”Tisdagsklubben (2022)”. Internet Movie Database. http://www.imdb.com/title/tt13357236/.
23. ↑  ”Tisdagsklubben (2022)”. Svensk Filmdatabas. http://www.svenskfilmdatabas.se/sv/item/?type=film&itemid=632586.
24. ↑  ”Nelly & Nadine (2022)”. Internet Movie Database. http://www.imdb.com/title/tt17074508/.
25. ↑  ”Nelly & Nadine (2022)”. Svensk Filmdatabas. http://www.svenskfilmdatabas.se/sv/item/?type=film&itemid=626292.
26. ↑  ”Jag är Zlatan (2022)”. Internet Movie Database. http://www.imdb.com/title/tt10400028/.
27. ↑  ”Jag är Zlatan (2022)”. Svensk Filmdatabas. http://www.svenskfilmdatabas.se/sv/item/?type=film&itemid=627903.
28. ↑  ”Licorice Pizza (2021)”. Internet Movie Database. http://www.imdb.com/title/tt11271038/.
29. ↑  ”Licorice Pizza (2021)”. Svensk Filmdatabas. http://www.svenskfilmdatabas.se/sv/item/?type=film&itemid=660463.
30. ↑  ”Ambulance (2022)”. Internet Movie Database. http://www.imdb.com/title/tt4998632/.
31. ↑  ”Ambulance (2022)”. Svensk Filmdatabas. http://www.svenskfilmdatabas.se/sv/item/?type=film&itemid=662477.
32. ↑  ”Historjá – Stygn för Sápmi (2022)”. Internet Movie Database. http://www.imdb.com/title/tt15518656/.
33. ↑  ”Historjá – Stygn för Sápmi (2022)”. Svensk Filmdatabas. http://www.svenskfilmdatabas.se/sv/item/?type=film&itemid=632711.
34. ↑  ”Lill-Zlatan och morbror raring (2022)”. Internet Movie Database. http://www.imdb.com/title/tt4998632/.
35. ↑  ”Lill-Zlatan och morbror raring (2022)”. Svensk Filmdatabas. http://www.svenskfilmdatabas.se/sv/item/?type=film&itemid=621520.
36. ↑  ”Morbius (2022)”. Internet Movie Database. http://www.imdb.com/title/tt5108870/.
37. ↑  ”Morbius (2022)”. Svensk Filmdatabas. http://www.svenskfilmdatabas.se/sv/item/?type=film&itemid=662631.
38. ↑  ”Sonic the Hedgehog 2 (2022)”. Internet Movie Database. http://www.imdb.com/title/tt12412888/.
39. ↑  ”Sonic the Hedgehog 2 (2022)”. Svensk Filmdatabas. http://www.svenskfilmdatabas.se/sv/item/?type=film&itemid=662766.
40. ↑  ”Fantastiska vidunder: Dumbledores hemligheter (2022)”. Internet Movie Database. http://www.imdb.com/title/tt4123432/.
41. ↑  ”Fantastiska vidunder: Dumbledores hemligheter (2022)”. Svensk Filmdatabas. http://www.svenskfilmdatabas.se/sv/item/?type=film&itemid=662923.
42. ↑  ”The Northman (2022)”. Internet Movie Database. http://www.imdb.com/title/tt11138512/.
43. ↑  ”The Northman (2022)”. Svensk Filmdatabas. http://www.svenskfilmdatabas.se/sv/item/?type=film&itemid=662990.
44. ↑  ”The Lost City (2022)”. Internet Movie Database. http://www.imdb.com/title/tt13320622/.
45. ↑  ”The Lost City (2022)”. Svensk Filmdatabas. https://www.svenskfilmdatabas.se/sv/item/?type=film&itemid=663095.
46. ↑  ”Doctor Strange in the Multiverse of Madness (2022)”. Internet Movie Database. http://www.imdb.com/title/tt9419884/.
47. ↑  ”Doctor Strange in the Multiverse of Madness (2022)”. Svensk Filmdatabas. https://www.svenskfilmdatabas.se/sv/item/?type=film&itemid=663382.
48. ↑  ”Diorama (2022)”. Internet Movie Database. http://www.imdb.com/title/tt10851466/.
49. ↑  ”Diorama (2022)”. Svensk Filmdatabas. https://www.svenskfilmdatabas.se/sv/item/?type=film&itemid=86072.
50. ↑  ”Everything Everywhere All at Once (2022)”. Internet Movie Database. http://www.imdb.com/title/tt6710474/.
51. ↑  ”Everything Everywhere All at Once (2022)”. Svensk Filmdatabas. https://www.svenskfilmdatabas.se/sv/item/?type=film&itemid=663856.
52. ↑  ”Top Gun: Maverick (2022)”. Internet Movie Database. http://www.imdb.com/title/tt1745960/.
53. ↑  ”Top Gun: Maverick (2022)”. Svensk Filmdatabas. https://www.svenskfilmdatabas.se/sv/item/?type=film&itemid=664045.
54. ↑  ”Jurassic World Dominion (2022)”. Internet Movie Database. http://www.imdb.com/title/tt8041270/.
55. ↑  ”Jurassic World Dominion (2022)”. Svensk Filmdatabas. https://www.svenskfilmdatabas.se/sv/item/?type=film&itemid=664600.
56. ↑  ”Lightyear (2022)”. Internet Movie Database. http://www.imdb.com/title/tt10298810/.
57. ↑  ”Lightyear (2022)”. Svensk Filmdatabas. https://www.svenskfilmdatabas.se/sv/item/?type=film&itemid=664691.
58. ↑  ”Elvis (2022)”. Internet Movie Database. http://www.imdb.com/title/tt3704428/.
59. ↑  ”Elvis (2022)”. Svensk Filmdatabas. https://www.svenskfilmdatabas.se/sv/item/?type=film&itemid=665340.
60. ↑  ”Minioner: Berättelsen om Gru (2022)”. Internet Movie Database. http://www.imdb.com/title/tt5113044/.
61. 1 2  ”Minioner: Berättelsen om Gru (2022)”. Svensk Filmdatabas. https://www.svenskfilmdatabas.se/sv/item/?type=film&itemid=665514.
62. ↑  ”Thor: Love and Thunder (2022)”. Internet Movie Database. http://www.imdb.com/title/tt10648342/.
63. ↑  ”Downton Abbey: En ny era (2022)”. Internet Movie Database. http://www.imdb.com/title/tt11703710/.
64. ↑  ”Downton Abbey: En ny era (2022)”. Svensk Filmdatabas. https://www.svenskfilmdatabas.se/sv/item/?type=film&itemid=665540.
65. ↑  ”Göta kanal 4 – Vinna eller försvinna (2022)”. Internet Movie Database. http://www.imdb.com/title/tt15119794/.
66. ↑  ”Göta kanal 4 – Vinna eller försvinna (2022)”. Svensk Filmdatabas. http://www.svenskfilmdatabas.se/sv/item/?type=film&itemid=646197.
67. ↑  ”Belle (2021)”. Internet Movie Database. http://www.imdb.com/title/tt13651628/.
68. ↑  ”Belle (2021)”. Svensk Filmdatabas. http://www.svenskfilmdatabas.se/sv/item/?type=film&itemid=666128.
69. ↑  ”DC League of Super-Pets (2022)”. Internet Movie Database. http://www.imdb.com/title/tt8912936/.
70. ↑  ”DC League of Super-Pets (2022)”. Svensk Filmdatabas. http://www.svenskfilmdatabas.se/sv/item/?type=film&itemid=666176.
71. ↑  ”Bullet Train (2022)”. Internet Movie Database. http://www.imdb.com/title/tt12593682/.
72. ↑  ”Bullet Train (2022)”. Svensk Filmdatabas. http://www.svenskfilmdatabas.se/sv/item/?type=film&itemid=666177.
73. ↑  ”Lille Allan – den mänsklige antennen (2022)”. Internet Movie Database. http://www.imdb.com/title/tt13387818/.
74. ↑  ”Lille Allan – den mänsklige antennen (2022)”. Svensk Filmdatabas. http://www.svenskfilmdatabas.se/sv/item/?type=film&itemid=666179.
75. ↑  ”Nope (2022)”. Internet Movie Database. http://www.imdb.com/title/tt10954984/.
76. ↑  ”Nope (2022)”. Svensk Filmdatabas. http://www.svenskfilmdatabas.se/sv/item/?type=film&itemid=666307.
77. ↑  ”After Ever Happy (2022)”. Internet Movie Database. http://www.imdb.com/title/tt13070038/.
78. ↑  ”After Ever Happy (2022)”. Svensk Filmdatabas. http://www.svenskfilmdatabas.se/sv/item/?type=film&itemid=666316.
79. ↑  ”Smile (2022)”. Internet Movie Database. http://www.imdb.com/title/tt15474916/.
80. ↑  ”Smile (2022)”. Svensk Filmdatabas. http://www.svenskfilmdatabas.se/sv/item/?type=film&itemid=666787.
81. ↑  ”Stammisar (2022)”. Internet Movie Database. http://www.imdb.com/title/tt21155384/.
82. ↑  ”Stammisar (2022)”. Svensk Filmdatabas. http://www.svenskfilmdatabas.se/sv/item/?type=film&itemid=632750.
83. ↑  ”Det ska va gôtt å leva – en film om Galenskaparna After Shave (2022)”. Internet Movie Database. http://www.imdb.com/title/tt21280244/.
84. ↑  ”Det ska va gôtt å leva – en film om Galenskaparna After Shave (2022)”. Svensk Filmdatabas. http://www.svenskfilmdatabas.se/sv/item/?type=film&itemid=665428.
85. ↑  ”Mamma Mu hittar hem (2021)”. Internet Movie Database. http://www.imdb.com/title/tt10039364/.
86. ↑  ”Mamma Mu hittar hem (2021)”. Svensk Filmdatabas. http://www.svenskfilmdatabas.se/sv/item/?type=film&itemid=615703.
87. ↑  ”Joyce Carol Oates: A Body in the Service of Mind (2022)”. Internet Movie Database. http://www.imdb.com/title/tt15346136/.
88. ↑  ”Joyce Carol Oates: A Body in the Service of Mind (2022)”. Svensk Filmdatabas. http://www.svenskfilmdatabas.se/sv/item/?type=film&itemid=89272.
89. ↑  ”Bränn alla mina brev (2022)”. Internet Movie Database. http://www.imdb.com/title/tt14909314/.
90. ↑  ”Bränn alla mina brev (2022)”. Svensk Filmdatabas. http://www.svenskfilmdatabas.se/sv/item/?type=film&itemid=645371.
91. ↑  ”Don't Worry Darling (2022)”. Internet Movie Database. http://www.imdb.com/title/tt10731256/.
92. ↑  ”Don't Worry Darling (2022)”. Svensk Filmdatabas. http://www.svenskfilmdatabas.se/sv/item/?type=film&itemid=665394.
93. ↑  ”Leva tills jag dör (2022)”. Internet Movie Database. http://www.imdb.com/title/tt16291040/.
94. ↑  ”Leva tills jag dör (2022)”. Svensk Filmdatabas. http://www.svenskfilmdatabas.se/sv/item/?type=film&itemid=666703.
95. ↑  ”Triangle of Sadness (2022)”. Internet Movie Database. http://www.imdb.com/title/tt7322224/.
96. ↑  ”Triangle of Sadness (2022)”. Svensk Filmdatabas. http://www.svenskfilmdatabas.se/sv/item/?type=film&itemid=615622.
97. ↑  ”Halloween Ends (2022)”. Internet Movie Database. http://www.imdb.com/title/tt10665342/.
98. 1 2  ”Halloween Ends (2022)”. Svensk Filmdatabas. http://www.svenskfilmdatabas.se/sv/item/?type=film&itemid=666997.
99. ↑  ”Kärleksbevis (2022)”. Internet Movie Database. http://www.imdb.com/title/tt17640238/.
100. ↑  ”Kärleksbevis (2022)”. Svensk Filmdatabas. http://www.svenskfilmdatabas.se/sv/item/?type=film&itemid=665426.
101. ↑  ”Black Adam (2022)”. Internet Movie Database. http://www.imdb.com/title/tt667031/.
102. ↑  ”Tassar av stål (2022)”. Internet Movie Database. http://www.imdb.com/title/tt4428398/.
103. ↑  ”Tassar av stål (2022)”. Svensk Filmdatabas. http://www.svenskfilmdatabas.se/sv/item/?type=film&itemid=667034.
104. ↑  ”Året jag slutade prestera och började onanera (2022)”. Internet Movie Database. http://www.imdb.com/title/tt15411160/.
105. ↑  ”Året jag slutade prestera och började onanera (2022)”. Svensk Filmdatabas. http://www.svenskfilmdatabas.se/sv/item/?type=film&itemid=629676.
106. ↑  ”Bros (2022)”. Internet Movie Database. http://www.imdb.com/title/tt9731598/.
107. ↑  ”Bros (2022)”. Svensk Filmdatabas. http://www.svenskfilmdatabas.se/sv/item/?type=film&itemid=667140.
108. ↑  ”Feed (2022)”. Internet Movie Database. http://www.imdb.com/title/tt20782072/.
109. ↑  ”Feed (2022)”. Svensk Filmdatabas. http://www.svenskfilmdatabas.se/sv/item/?type=film&itemid=664268.
110. ↑  ”Lasse-Majas detektivbyrå – Skorpionens gåta (2022)”. Internet Movie Database. http://www.imdb.com/title/tt14667696/.
111. ↑  ”Lasse-Majas detektivbyrå – Skorpionens gåta (2022)”. Svensk Filmdatabas. http://www.svenskfilmdatabas.se/sv/item/?type=film&itemid=645445.
112. ↑  ”Maya Nilo (Laura) (2022)”. Internet Movie Database. http://www.imdb.com/title/tt13648856/.
113. ↑  ”Maya Nilo (Laura) (2022)”. Svensk Filmdatabas. http://www.svenskfilmdatabas.se/sv/item/?type=film&itemid=617076.
114. ↑  ”Black Panther: Wakanda Forever (2022)”. Internet Movie Database. http://www.imdb.com/title/tt9114286/.
115. ↑  ”Black Panther: Wakanda Forever (2022)”. Svensk Filmdatabas. http://www.svenskfilmdatabas.se/sv/item/?type=film&itemid=669838.
116. ↑  ”Boy from Heaven (2022)”. Internet Movie Database. http://www.imdb.com/title/tt15452062/.
117. ↑  ”Boy from Heaven (2022)”. Svensk Filmdatabas. http://www.svenskfilmdatabas.se/sv/item/?type=film&itemid=617338.
118. ↑  ”En annorlunda värld (2022)”. Internet Movie Database. http://www.imdb.com/title/tt10298840/.
119. ↑  ”En annorlunda värld (2022)”. Svensk Filmdatabas. http://www.svenskfilmdatabas.se/sv/item/?type=film&itemid=670013.
120. ↑  ”The Woman King (2022)”. Internet Movie Database. http://www.imdb.com/title/tt8093700/.
121. ↑  ”The Woman King (2022)”. Svensk Filmdatabas. http://www.svenskfilmdatabas.se/sv/item/?type=film&itemid=670025.
122. ↑  ”Länge leve bonusfamiljen (2022)”. Internet Movie Database. http://www.imdb.com/title/tt15742294/.
123. ↑  ”Länge leve bonusfamiljen (2022)”. Svensk Filmdatabas. http://www.svenskfilmdatabas.se/sv/item/?type=film&itemid=648338.
124. ↑  ”Violent Night (2022)”. Internet Movie Database. http://www.imdb.com/title/tt12003946/.
125. ↑  ”Violent Night (2022)”. Svensk Filmdatabas. http://www.svenskfilmdatabas.se/sv/item/?type=film&itemid=670181.
126. ↑  ”Avatar: The Way of Water (2022)”. Internet Movie Database. http://www.imdb.com/title/tt1630029/.
127. ↑  ”Avatar: The Way of Water (2022)”. Svensk Filmdatabas. http://www.svenskfilmdatabas.se/sv/item/?type=film&itemid=671573.
128. ↑  ”Mästerkatten 2 (2022)”. Internet Movie Database. http://www.imdb.com/title/tt3915174/.
129. ↑  ”Mästerkatten 2 (2022)”. Svensk Filmdatabas. http://www.svenskfilmdatabas.se/sv/item/?type=film&itemid=671588.
130. ↑  ”UFO Sweden (2022)”. Internet Movie Database. http://www.imdb.com/title/tt14807348/.
131. ↑  ”UFO Sweden (2022)”. Svensk Filmdatabas. http://www.svenskfilmdatabas.se/sv/item/?type=film&itemid=645925.
132. ↑  ”Håkan Bråkan (2022)”. Internet Movie Database. http://www.imdb.com/title/tt16412442/.
133. ↑  ”Håkan Bråkan (2022)”. Svensk Filmdatabas. http://www.svenskfilmdatabas.se/sv/item/?type=film&itemid=648337.

### Webbkällor
- Svensk Filmdatabas – Filmer med premiär 2022
- IMDb - Filmer med premiär 2022 (engelska)